# Pico do Boi
O Pico do Boi é uma elevação portuguesa localizada na freguesia açoriana da Agualva, concelho da Praia da Vitória, ilha Terceira, arquipélago dos Açores.
Este acidente montanhoso encontra-se geograficamente localizado na parte Noroeste da ilha Terceira, eleva-se a 657 metros de altitude acima do nível do mar e encontra-se intimamente relacionado com Maciço Montanhoso do Pico Alto, do qual conjuntamente com o Pico Alto faz parte.
Esta formação geológica localizada no Centro da ilha Terceira tem escorrimento de águas pluviais para a costa marítima a Noroeste e para as planícies do interior da ilha.
Teve na sua formação geológica um escorrimento lávico predominantemente em direcção ao mar também para o Noroeste da ilha Terceira, onde deu origem a altas arribas e a recortadas baías.
Este conjunto montanhoso formador de parte importante do Noroeste da ilha eleva-se em diferentes cotas de altitude, tendo o ponto mais elevado no Pico Alto a 809 metros acima do nível do mar.